# ТЭЦ Ченстохова
ТЭЦ Ченстохова — теплоэлектроцентраль на юго-западе Польши в городе Ченстохова.
ТЭЦ построена финской компанией Fortum в 2010 году. В ней установлен котёл с циркулирующим кипящим слоем CFB210 производства Foster Wheeler, который использует уголь и биомассу (в 2017 году соотношение этих видов топлива составило 3:1).
Также в составе ТЭЦ действует турбинный комплекс с турбиной производства эльблонгского филиала французской компании Alstom (ранее Zamech), обеспечивающий электрическую мощность станции на уровне 64 МВт. Тепловая мощность составляет 120 МВт.
В 2013—2017 годах выработка электроэнергии составляла от 257 до 381 млн кВт·ч.